# Bartier Cardi
Singles de Cardi B
La Modelo
(2017) Finesse (Remix)
(2018)
Singles par 21 Savage
Crisis
(2017) Cocky
(2018)
Bartier Cardi est une chanson de la rappeuse américaine Cardi B interprétée en collaboration avec le rappeur américain 21 Savage. Produite par 30 Roc (en) et Cheeze Beatz, elle sort le 22 décembre 2017 en tant que deuxième single de l'album studio Invasion of Privacy. Le single est certifié double disque de platine au Canada et triple disque de platine aux États-Unis, tandis que son clip a été nommé aux MTV Video Music Awards.

## Contexte
Cardi B annonce une première fois la future sortie du single sur les réseaux sociaux, avant de confirmer cette information le 20 décembre. Avant la sortie du single, Cardi B est devenue la première rappeuse à placer trois morceaux dans le top 10 du Billboard Hot 100 avec Bodak Yellow, No Limit (en) et MotorSport.
Dans son émission Queen Radio diffusée sur la station Beats 1 le 29 octobre 2018, la rappeuse Nicki Minaj annonce que Cardi B lui aurait proposé d'apparaître dans Bartier Cardi, ce qu'elle aurait refusé en raison de la sortie de MotorSport, où les deux rappeuses apparaissent déjà ensemble. 
Le single Bartier Cardi sort sur le premier album studio de Cardi B, intitulé Invasion of Privacy, qui sera publié en avril 2018.

## Composition
Dans Bartier Cardi, Cardi B enchaîne les vers en triolets sur un rythme de trap minimaliste accompagné de notes de synthétiseur. Le magazine XXL compare le rythme vocal de la rappeuse à celui du trio Migos. Dans les paroles, Cardi B parle notamment de son intérêt pour les diamants, les voitures de sport et le sexe. 21 Savage reprend les mêmes thèmes d'un point de vue masculin.

## Clip vidéo
Le clip vidéo de Bartier Cardi, réalisé par Petra Collins (en),, est dévoilé le 2 avril 2018 lors d'un épisode de l'émission de télé-réalité Love & Hip Hop: Atlanta (en),. On y voit Cardi B se produisant sur une scène argentée vêtue d'un manteau de fourrure rouge, de sous-vêtements en satin rouge et parée de diamants. Alors que sa performance est retransmise à la télévision, des femmes s'affairent à compter des billets de banque. La vidéo montre ensuite la rappeuse dans un manoir luxueux. Celle-ci monte sur la banquette arrière d'une voiture en compagnie de son fiancé Offset,, tandis que 21 Savage est séquestré par deux femmes dans une salle remplie d'écrans,. Lauren Valenti du magazine Vogue note que le décor rappelle ceux de l'âge d'or hollywoodien. Tout au long de la vidéo, on voit également des influenceurs et Instagirls, ainsi que des mannequins masculins qui posent comme des statues, vêtus de boxers blancs,.
Le clip inclut un placement publicitaire pour la marque Fashion Nova, dont Cardi B est ambassadrice (en).

## Performances live
Lors de la 60e cérémonie des Grammy Awards le 28 janvier 2018, Cardi B joue un extrait de Bartier Cardi en plus de la représentation de Finesse en compagnie de Bruno Mars. Elle joue également Bartier Cardi lors d'un medley à la 5e cérémonie des iHeartRadio Music Awards (en) le 11 mars 2018. Le 7 avril 2018, elle joue la chanson en medley avec Bodak Yellow dans l'émission télévisée Saturday Night Live.

## Accueil critique
Sheldon Pearce de Pitchfork note que « ses expressions vont et viennent naturellement, de la même manière que son jacassement. Elle ne mâche jamais ses mots, et dans ces couplets, ses railleries et insultes sont encore plus tranchantes. » Il estime ce single « encore plus audacieux » que Bodak Yellow, et « rempli de la même agressivité contrôlée » que celui-ci, bien que « moins digne d'être cité sur le moment ». Jon Caramanica (en) du New York Times perçoit le morceau comme « un numéro obséquieux et sinistre rempli de rap à cadence rapide » accompagné du « couplet aux grognements charmants de 21 Savage ». Jose Martinez de Complex le décrit comme une « bonne chanson », tandis que Sidney Madden de la National Public Radio affirme que même si le titre suit un « schéma rythmique plutôt simple », il est destiné à être « chant[é] à tue-tête en boîte ». En revanche, selon Tosten Burks de Spin, 21 Savage « donne l'impression de ne pas être à sa place » dans la chanson.

## Classements et certifications
| Classement (2018)                | Meilleure position |
| -------------------------------- | ------------------ |
| Australie (ARIA)                 | 77                 |
| Belgique (Flandre Ultratip 100)  | 12                 |
| Belgique (Wallonie Ultratip 50)  | 19                 |
| Canada (Hot 100)                 | 18                 |
| Tchéquie (IFPI Singles Digitál)  | 63                 |
| France (SNEP)                    | 191                |
| Grèce (IFPI)                     | 9                  |
| Hongrie (Stream Top 40)          | 35                 |
| Irlande (Irish Singles Chart)    | 51                 |
| Pays-Bas (Single Top 100)        | 76                 |
| Nouvelle-Zélande (RMNZ)          | 76                 |
| Portugal (AFP)                   | 52                 |
| Slovaquie (IFPI Singles Digitál) | 56                 |
| Suède (Sverigetopplistan)        | 58                 |
| Suisse (Schweizer Hitparade)     | 79                 |
| Royaume-Uni (UK Singles Chart)   | 40                 |
| États-Unis (Hot 100)             | 14                 |
| États-Unis (R&B/Hip-Hop Songs)   | 7                  |
| États-Unis (R&B/Hip-Hop Airplay) | 3                  |
| États-Unis (Rhythmic Songs)      | 7                  |

| Classement (2018)              | Position |
| ------------------------------ | -------- |
| Canada (Hot 100)               | 79       |
| États-Unis (Hot 100)           | 61       |
| États-Unis (R&B/Hip-Hop Songs) | 34       |
| États-Unis (Rhythmic)          | 42       |

### Certifications
| Région                                                                     | Certification | Ventes/Streams |
| -------------------------------------------------------------------------- | ------------- | -------------- |
| Canada (Music Canada)                                                      | 2 × Platine   | 160 000‡       |
| Royaume-Uni (BPI)                                                          | Argent        | 200 000‡       |
| États-Unis (RIAA)                                                          | 3 × Platine   | 3 000 000‡     |
| xNon précisé par la certification ‡ventes/streaming selon la certification |               |                |

## Récompenses et nominations
| Année | Cérémonie                        | Catégorie                            | Résultat   | Réf.   |
| ----- | -------------------------------- | ------------------------------------ | ---------- | ------ |
| 2018  | BET Awards                       | Meilleure collaboration              | Nomination | [ 55 ] |
| 2018  | MTV Video Music Awards           | Meilleur clip de hip-hop             | Nomination | ,      |
| 2019  | ASCAP Rhythm & Soul Music Awards | Chansons gagnantes                   | Lauréat    | [ 58 ] |
| 2019  | BMI R&B/Hip-Hop Awards           | Chansons R&B/hip-hop les plus jouées | Lauréat    | [ 59 ] |